# José Luis Ávila Sánchez
José Luis Ávila Sánchez (Ayutla de los Libres, 16 de febrero de 1953) es un político y abogado Mexicano, se ha desempeñado como presidente municipal interino de Acapulco durante el cargo de Manuel Añorve Baños del 8 de septiembre de 2010 al 2011.

## Vida y carrera
Nació en Ayutla de los Libres el 16 de febrero de 1953, estudió derecho en la Universidad Autónoma de Puebla.
Se ha desempeñado como Subdirector de Adquisiciones de la Delegación Iztacalcoen el Distrito Federal de 1984 a 1986, Jefe de Departamento en Alumbrado Público en1987, Director de Saneamiento Básico en 1989 y Director de Saneamiento Básico del Ayuntamiento de Acapulco en 1989 y 1991, Secretario Particular del Presidente Municipal de Acapulco en 1989, Subdelegado de Prestaciones Sociales del ISSSTEen Guerrero de 1995 a 1997, Coordinador de Comunicación Social del Ayuntamiento de Acapulco de 2000 a 2003, Secretario General del H. Ayuntamiento de Acapulco en1999, Delegado de la CONDUSEF en Guerrero y Puebla de 2003 a 2007, además de ser regidor de Acapulco y secretario de finanzas del municipio.
Fue nombrado Delegado Estatal del IMSS en Guerrero el 14 de mayo de 2013.